# Последняя индульгенция
«Последняя индульгенция» (латыш. Pēdējā indulgence) — художественный фильм режиссёра Ады Неретниеце. Снят на Рижской киностудии в 1985 году.

## Сюжет
К директору магазина Эрне Зале с деловым предложением обратился руководитель обувной фабрики, наладивший на своём предприятии выпуск неучтённых кроссовок. За каждую реализованную пару ей была обещана четверть вырученных денег. Обувь поставлялась по фальшивой накладной, которая в случае проверки должна была быть обменяна на настоящую.
О тайных махинациях случайно узнаёт продавщица Ольга, которую, во избежание дальнейших неприятностей, Эрна Зале решает убрать руками своего помощника по тёмному бизнесу, Эрика Лубена. Он угоняет грузовик своего коллеги и совершает наезд на Ольгу в тёмном переулке, куда жертва была вызвана звонком шантажиста.
Выжившую после покушения Ольгу доставили в больницу. Милиция, давно наблюдавшая за подозрительным магазином, вышла на след предполагаемых преступников. По очереди были арестованы все причастные к этому делу. Зале пыталась переложить свою вину на Лубена, но опытные следователи шаг за шагом восстановили всю цепочку происшедших событий.

## В ролях
- Вия Артмане — Эрна Зале
- Татьяна Поппе — Ольга Зиедкалне
- Янис Зариньш — майор милиции Розниекс
- Андрис Лиелайс — лейтенант милиции Стабиньш
- Гирт Яковлев — капитан милиции Ваболс
- Карлис Зушманис — Эрик Лубен
- Ольгерт Дункерс — Пётр Петрович
- Владимир Петров — Сергей Вершинин
- Лелде Викмане — Ирена Канцане

## Съёмочная группа
- Авторы сценария: Кирилл Рапопорт, Миермилис Стейга, Наталья Гладкова
- Режиссёр-постановщик: Ада Неретниеце
- Оператор-постановщик: Харий Кукелс
- Композитор: Иварс Вигнерс
- Художник-постановщик: Инара Антоне